# Tajlandia

Region Tajlandii

Tajlandia, Królestwo Tajlandii (taj. ราชอาณาจักรไทย, Prathet Thai; potocznie เมืองไทย, Muang Thai) – państwo w południowo-wschodniej Azji, graniczące z Laosem i Kambodżą na wschodzie, z Malezją na południu oraz z Mjanmą (Birmą) na zachodzie i północnym zachodzie. Dawniej państwo nosiło nazwę Syjam jako oficjalną do 11 maja 1949. Określenie „Thai” (ไทย) znaczy po tajsku „wolny”.

## Geografia
Tajlandia jest krajem nizinnym położonym na Półwyspie Indochińskim. W środkowej części znajduje się Nizina Menamu (pow. 100 tys. km²), na północnym wschodzie płytowa równina Korat ograniczona od południa pasmem Dongrak, a od Niziny Menamu górami Thiu Khao Phetchabun. Północną i zachodnią część kraju zajmują młode (mezozoiczne) pasma górskie o przebiegu południkowym: Tanen Taunggyi (Doi Inthanon, 2595 m n.p.m., najwyższy szczyt Tajlandii) i Doi Luang.
Długość linii brzegowej wynosi ponad 2600 km. Wybrzeża są nizinne i silnie rozczłonkowane. Największymi wyspami są: Phuket (542 km²) na Morzu Andamańskim, oraz Ko Samui (280 km²) i Koh Chang (217 km²) w Zatoce Tajlandzkiej.

## Historia
Pierwsze ślady bytności Homo sapiens na terenach Tajlandii pochodzą sprzed 30 tysięcy lat. Najstarsze znaleziska łupin nasion i plew pochodzą z IX tysiąclecia p.n.e. i znaleziono je w jaskiniach północnej Tajlandii – Jaskini Ducha (Tam Phii) położonej na północ od Mae Hong Son oraz jaskini w dolinie Banjan. Początek historii Tajlandii wiąże się z migracją Tajów z południowo-zachodniej części Chin. Ludność ta dotarła na terytorium obecnego państwa w X–XII wieku. Tajowie opanowali dorzecze Menamu, zasymilowali żyjących tu Khmerów, ulegając jednocześnie wpływom ich kultury i ich religii – buddyzmu. W 1350 założono w dolinie Menamu Ajutthaję, stolicę królestwa. Państwo ze stolicą w Ajutthaji objęło prawie cały Półwysep Indochiński. Okres rozkwitu nastąpił w XV wieku, a osłabienie w XVI wieku. W XVI i XVII w. rozpoczęły się kontakty z Europejczykami, m.in. Portugalczykami, Hiszpanami, Holendrami i Anglikami. W 1767 Birma splądrowała i zniszczyła Ajutthaję przesiedlając tysiące mieszkańców na swoje tereny. Przeciwstawił im się jeden z dygnitarzy pokonanego królestwa, Phya Tak, który wyparł najeźdźców.
W 1782 wódz Czakri ogłosił się królem i założył nową dynastię nazwaną jego imieniem. Państwo stale umacniało się, ale próby powiększenia terytorium zostały zahamowane przez rosnące w tym regionie wpływy brytyjskie i francuskie; w latach 60. XIX wieku tajskie państwo było formalnie niepodległe, ale realnie uzależnione od państw kolonialnych. Europejczycy odebrali krajowi zwierzchnictwo nad Kambodżą (1867) i Laosem (1893) traktowanymi jako Indochiny Francuskie. W początkach XX wieku przeprowadzono reformę; władcy zachowali ustrój absolutystyczny. W 1932 nastąpił wojskowo-cywilny zamach stanu, który doprowadził do ustanowienia monarchii konstytucyjnej, a w 1938 władzę objęło wojsko. Rząd Tajlandii w 1940 zawarł pakt o nieagresji z Japonią, a później sojusz wojskowy i polityczny. Tajlandia uczestniczyła w wojnie z aliantami (tylko teoretycznie). W 1944 odsunięto od władzy rząd popierający Japonię, by uniknąć odpowiedzialności za udział w wojnie po stronie państw Osi.
Po wojnie Tajlandia utrzymywała przyjazne stosunki z USA, m.in. wysyłając do Wietnamu oddziały wspomagające wojska amerykańskie. Polityka ta doprowadziła w 1965 roku do wybuchu w kraju powstania zorganizowanego przez lewicujący Zjednoczony Front Patriotyczny Tajów, trwającego do 1983 roku. Powstańcy wsparci zostali przez Wietnam, Laos i Chiny. W latach 60. i 70. Tajlandia uczestniczyła w tłumieniu drugiego powstania malajskiego, które zagrażało tajskiemu rządowi ze względu na liczny udział Tajów w partyzantce malajskiej oraz obecność wojskową partyzantów na obszarach granicznych. Swe stanowisko wobec powstania Tajlandia zmieniła w latach 80., a w 1989 roku z jej pomocą wynegocjowano porozumienie pokojowe kończące długoletni konflikt.
W 1974 Zgromadzenie Narodowe uchwaliło konstytucję, ustanawiającą w Tajlandii demokrację parlamentarną. Mimo stopniowej demokratyzacji, w 1976 roku doszło do masakry na Uniwersytecie Thammasat, gdzie do protestujących studentów otworzono ogień zabijając ok. 100 osób. Konstytucję anulowano w 1977 po kolejnym przewrocie wojskowym; nową konstytucję Zgromadzenie uchwaliło w 1978. Kiedy w 1979 roku Wietnam obalił reżim Demokratycznej Kampuczy, Tajlandia wsparła partyzantkę Czerwonych Khmerów, co poskutkowało incydentami granicznymi i starciami z wojskiem wietnamskim na granicy Tajlandii i Kambodży.

### Historia najnowsza
Na czele rządu w latach 2001–2006 stał premier Thaksin Shinawatra, wcześniej biznesmen i potentat telekomunikacyjny. W czasie swoich rządów zyskał poparcie biedniejszej ludności wiejskiej z północnej i północno-wschodniej części kraju dzięki znacznemu rozwinięciu polityki socjalnej, obejmującej darmowy dostęp do służby zdrowia i edukacji. Krytycy premiera, wywodzący się z kręgów wielkomiejskich, klasy średniej i monarchistów, zarzucali mu populizm i niedostateczne okazywanie szacunku monarsze. Utworzyli oni ruch społeczny skierowany przeciw jego władzy, pod nazwą Ludowy Sojusz na rzecz Demokracji i wybrali „żółte koszule” na znak solidarności z monarchią (kolor żółty był symbolem króla). Domagając się ustąpienia Shinawatry, w 2006 rozpoczęli w kraju protesty, które sparaliżowały funkcjonowanie i zarządzanie krajem.

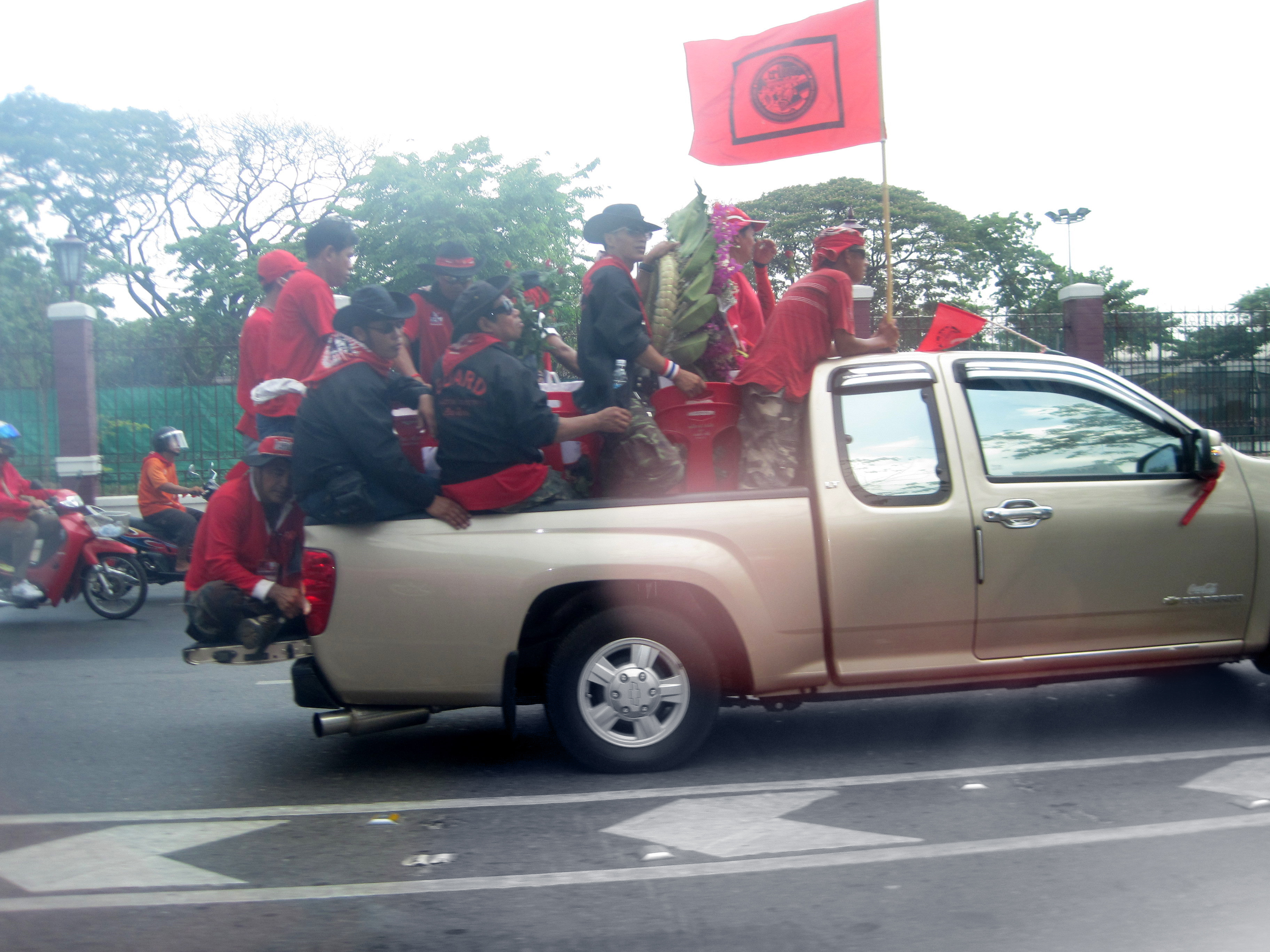
Samochód z „czerwonymi koszulami”, kwiecień 2010

W sytuacji nasilającego się kryzysu wewnętrznego, we wrześniu 2006 władzę przejęło wojsko, które dokonało zamachu stanu. Przewrót został przeprowadzony podczas pobytu premiera Shinawatry na sesji Zgromadzenia Ogólnego ONZ w Nowym Jorku. Nie powrócił on już do kraju, gdzie wszczęto przeciw niemu postępowanie pod zarzutem korupcji. Na czele państwa stanęła junta wojskowa, która w grudniu 2007 przeprowadziła demokratyczne wybory parlamentarne. W ich wyniku najwięcej mandatów zdobyli dawni współpracownicy i zwolennicy Shinawatry, cieszącego się nadal niesłabnącym poparciem mniej zamożnych obywateli. Przed wyborami utworzyli nową partię polityczną – Partię Władzy Ludu. Na czele nowego rządu stanął jej lider, Samak Sundaravej.
W maju 2008 „żółte koszule” ponownie rozpoczęły w kraju serię protestów, oskarżając nową administrację o ścisłe powiązania z byłym premierem i wykonywanie jego poleceń. Nowa fala manifestacji nastąpiła w sierpniu 2008, w wyniku której premier Sundaravej, oskarżony dodatkowo przed sąd o złamanie konstytucji, podał się do dymisji. Na czele rządu stanął wicepremier Somchai Wongsawat, szwagier Shinawatry. Mimo zmiany szefa rządu, Ludowy Sojusz na rzecz Demokracji kontynuował antyrządowe demonstracje w Bangkoku. Protesty coraz bardziej utrudniały normalne funkcjonowanie państwa. Pod koniec listopada 2008 demonstranci zajęli dwa stołeczne lotniska, całkowicie blokując ruch pasażerski. Protesty zakończyły się w grudniu 2008, kiedy sąd nakazał natychmiastowe rozwiązanie Partii Władzy Ludu i wykluczył jej liderów na 5 lat z życia politycznego pod zarzutem fałszerstw w czasie wyborów z 2007.
Władzę w kraju przejęła popierana przez „żółte koszule” największa partia opozycyjna – Partia Demokratyczna z Abhisitem Vejjajivą na czele. Po kolejnej zmianie na szczytach władzy na ulice wyszli tym razem zwolennicy byłego premiera Shinawatry. W marcu 2009 stworzyli oni ruch społeczny o nazwie Zjednoczony Front Demokracji Przeciw Dyktaturze, a ich znakiem rozpoznawczym został kolor czerwony. Pierwsze protesty rozpoczęli wiosną 2009. W kwietniu 2009 zajęli budynek konferencyjny w Pattayi, w którym miało odbyć się spotkanie państw ASEAN. W rezultacie międzynarodowy szczyt został odwołany, a w kraju wprowadzono stan wyjątkowy. W protestach na ulicach Bangkoku zginęły wówczas 2 osoby. Liderzy opozycji zdecydowali się zakończyć akcję w połowie kwietnia, obawiając się kolejnych ofiar, po tym gdy w rejony demonstracji zostały skierowane oddziały wojska. „Czerwone koszule” domagały się rozwiązania parlamentu i organizacji wcześniejszych wyborów. Zarzucały przejęcie władzy przez rząd Abhisita w sposób niedemokratyczny i bezprawny, wyłącznie dzięki decyzjom stronniczych sądów, a nie z nadania wyborczego.
W 2010 roku „czerwone koszule” ponowiły żądania dymisji rządu i rozpisania wcześniejszych wyborów parlamentarnych. Do zaognienia dawnego konfliktu przyczynił się wyrok sądu z 26 lutego 2010 o konfiskacie części majątku przebywającego od 2006 na emigracji premiera Thaksina Shinawatry. Władze na początku marca ogłosiły wprowadzenie w dniach 11–23 marca stanu wyjątkowego w Bangkoku i siedmiu sąsiednich prowincjach, tym samym przekazując wiele uprawnień armii i ograniczając prawa obywatelskie. Wojsko zyskiwało prawo wprowadzania godziny policyjnej, zakazywania zgromadzeń i organizowania punktów kontrolnych obywateli. Stan wyjątkowy pogłębił chaos i przyczynił się do bardzo licznych protestów, podczas których zginęło ponad 90 osób, a gospodarka kraju doznała znacznego osłabienia.
W drugiej połowie 2011 nastąpiła największa od pięćdziesięciu lat powódź w Tajlandii.
W 2013 i 2014 przez kraj przetoczyły się kolejne fale protestów. Zapoczątkowali je zwolennicy „żółtych koszul”, gdy rząd poparł ustawę amnestyjną, na mocy której do Tajlandii powrócić mógł były premier Thaksin Shinawatra. W protestach starli się ze sobą zwolennicy „żółtych koszul” i zwolennicy Shinawatra, czyli „czerwone koszule”. Protesty ustały w 2014 roku na skutek kolejnego wojskowego zamachu stanu. Puczystów poparł król, a rzeczywistą władzę przejęła wojskowa junta. Pucz przyczynił się do międzynarodowej izolacji Tajlandii.
Dodatkowo destabilizacyjnie na sytuację w Tajlandii wpływa fakt, że od początku XXI wieku na południu kraju trwa powstanie zwolenników oderwania od państwa części zdominowanej przez muzułmanów oraz konflikt graniczny z sąsiednią Kambodżą (starcia o Preah Vihear w 2008 i 2011 roku).

## Ustrój polityczny
Tajlandia jest monarchią konstytucyjną. Na podstawie konstytucji z 2017 głową państwa jest król (od 1 grudnia 2016 król Rama X – Maha Vajiralongkorn).
Władza ustawodawcza należy do 2-izbowego Zgromadzenia Narodowego wybieranego w wyborach powszechnych: Izba Reprezentantów (niższa) – 500 członków, na czteroletnią kadencję; Senat (wyższa) – 200 członków, na kadencję sześcioletnią.
Władzę wykonawczą sprawuje rząd z premierem na czele – wyłaniany ze składu Izby Reprezentantów.
Ostatnie wybory odbyły się w 2019, po których stanowisko premiera objął Prayuth Chan-ocha.

### Partie polityczne
- Partia dla Tajów (PTP)
- Partia Nowych Aspiracji (PNA)
- Partia Demokratyczna (PD)
- Partia Rozwoju Narodowego (PRN)
- Tajska Partia Narodowa (TPN)
- Partia Akcji Społecznej (PAS)
- Partia Obywateli Tajlandzkich (POT)
- Partia Solidarności (PS)
- Partia Sprawiedliwości i Wolności (PSW)
- Partia Mas (PM)
- Liderzy Tajlandii (LT)
- Partia Sprawiedliwej Siły (PSS)

## Podział administracyjny
Administracyjnie kraj dzieli się na 6 regionów (Centralny, Zachodni, Wschodni, Północny, Północno-Wschodni i Południowy) i 76 prowincji (czangwadów): Amnat Charoen, Ang Thong, Buriram, Chachoengsao, Chai Nat, Chaiyaphum, Chanthaburi, Chiang Mai, Chiang Rai, Chon Buri, Chumphon, Kalasin, Kamphaeng Phet, Kanchanaburi, Khon Kaen, Krabi, Krung Thep Mahanakhon (Bangkok), Lampang, Lamphun, Loei, Lop Buri, Mae Hong Son, Maha Sarakham, Mukdahan, Nakhon Nayok, Nakhon Pathom, Nakhon Phanom, Nakhon Ratchasima, Nakhon Sawan, Nakhon Si Thammarat, Nan, Narathiwat, Nong Bua Lamphu, Nong Khai, Nonthaburi, Pathum Thani, Pattani, Phangnga, Phatthalung, Phayao, Phetchabun, Phetchaburi, Phichit, Phitsanulok, Phra Nakhon Si Ayutthaya, Phrae, Phuket, Prachin Buri, Prachuap Khiri Khan, Ranong, Ratchaburi, Rayong, Roi Et, Sa Kaeo, Sakon Nakhon, Samut Prakan, Samut Sakhon, Samut Songkhram, Sara Buri, Satun, Sing Buri, Sisaket, Songkhla, Sukhothai, Suphan Buri, Surat Thani, Surin, Tak, Trang, Trat, Ubon Ratchathani, Udon Thani, Uthai Thani, Uttaradit, Yala, Yasothon.
Ponadto istnieją dwa dystrykty specjalne: Bangkok oraz Pattaya, jednakże ta druga jest również zaliczana do prowincji Chonburi, natomiast Bangkok jest uważany przez niektórych Tajów za oddzielną prowincję. Każda prowincja dzieli się na mniejsze dzielnice, tzw. amphoe, których w 2000 było 795, oraz 85 „poddzielnic”. Bangkok podzielony jest na 50 dzielnic, tzw. khet.
Nazwa każdej z prowincji jest jednocześnie nazwą jej stolicy.

## Społeczeństwo

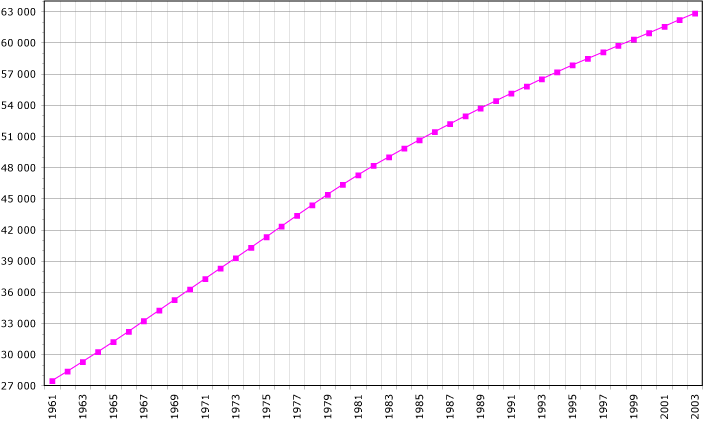
Zmiany liczby ludności Tajlandii w latach 1961–2003

Trudno jest dokładnie określić procentowy skład grup etnolingwistycznych zamieszkujących obszar dzisiejszej Tajlandii. Tego powodem jest daleko posunięta taifikacja prowadzona przez dominującą ekonomicznie większość tajsko-chińską. Zakrojona na szeroką skalę miała doprowadzić do zatarcia różnic między mieszkańcami państwa, by poprzez zapomnienie lub zabronienie dawnych tradycji doprowadzić do powstania państwa narodowego według modelu europejskiego. Istnieją jednak opracowania starające się to zdefiniować.
Przez „tajskość” należy rozumieć zestaw cech, którymi musi wykazać się obywatel Tajlandii, by być rozpoznawanym. Wyjątkiem są obywatele Tajlandii innej wiary niż buddyjska oraz ci, którzy wykazują dużą odmienność etniczną lub lingwistyczną (muzułmanie w Tajlandii). Przykładem niestałości tego systemu było wydalenie Hmongów z Tajlandii do Laosu (Hmongowie posłużyli armii USA w walce przeciw siłom Wietnamu w trudnych topograficznie i politycznie regionach Laosu i po opuszczeniu ich przez amerykańskiego sojusznika uciekli masowo do Tajlandii).
Szacunkowe liczby to:
- Laotańczycy ~25% – to głównie ludzie z basenu rzeki Mekong
- Tajowie („Bangkokijczycy”) ~22% – to grupy skoncentrowane wokół rzeki Chao Phraya, oraz administracyjnie – w każdym mieście
- Chińczycy (różne grupy językowe) ~20% – głównie mieszkańcy miast
- Malajowie (jako część Królestwa Pattani pod zaborem tajskim) ~10%.

Zgodnie ze spisem powszechnym z 2000 r., ok. 75% społeczeństwa stanowią Tajowie, a 14% – ludność pochodzenia chińskiego. Dość duży odsetek to muzułmańscy Malajowie zamieszkujący głównie południe kraju.
Około 2% ludności stanowią tzw. plemiona górskie, podzielone na ok. 20 grup, zachowujące własne zwyczaje, wierzenia, stroje etniczne. Z tego względu stanowią dużą atrakcję turystyczną, przyciągając tysiące turystów nawet w dość odległe zakątki gór. Najważniejsze z tych grup etnicznych to:
- Karenowie – najliczniejsze z plemion górskich (ok. 320 tys. osób). Napływają do Tajlandii z Birmy od XVIII w. Posługują się językiem kareńskim, należącym do grupy tybeto-birmańskiej, lecz podzielonym na dwa wzajemnie niezrozumiałe dialekty: sgaw i pwo.
- Kajanowie (Padaung), podgrupa Karenów – lud sławny z powodu metalowych obręczy, noszonych przez kobiety na szyi.
- Miao (Hmong) – ok. 120 tys., przybyli w XX w. z Laosu, po wycofaniu wojsk antykomunistycznych z Wietnamu, których byli sojusznikami w Laosie. Ze względu na różnice tradycyjnych strojów wyróżnia się dwie podgrupy – Białych i Niebieskich Hmong. Około 4 mln Miao zamieszkuje również chińską prowincję Yunnan.
- Lahu – Około 70 tys., język z grupy tybeto-birmańskiej. Animizm z elementami mesjanizmu.
- Akha – Około 50 tys. osób, znani głównie z bogato zdobionych strojów, noszonych również na co dzień. Animiści.
- Mien (Yao) – Około 40 tys. osób, animizm z wpływami chińskimi. Częsta poligamia.
- Lisu – Około 30 tys. osób, język z grupy tybeto-birmańskiej, spokrewnieni z Kaczinami z północnej Birmy.
- Szanowie, mówiący językiem pokrewnym północnym dialektom tajskim, ale niezrozumiałym np. w Bangkoku.

Językiem narodowym jest język tajski z rodziny języków dajskich.

## Kultura
Nieodłącznym elementem kultury Tajlandii jest gest wai. Tajowie zwykle nie podają sobie ręki na powitanie, a wykonują swój tradycyjny ukłon wai z dłońmi złożonymi jak do modlitwy, wyrażający szacunek wobec ludzi, ale również i wobec miejsc, czy też przedmiotów kultu.
Każdy posąg Buddy to świętość, nie wolno ich dotykać, ani okazywać im braku szacunku.
Początkowe ceny na bazarach są zawsze zawyżone, koniecznie trzeba się targować.

## Religia
Struktura religijna kraju w 2010 roku według Pew Research Center:
- buddyzm – 93,2%
- islam – 5,5%
- chrześcijaństwo – 0,9%:
  - protestantyzm – 300 000
  - katolicyzm – 240 000
- brak religii – 0,3%
- hinduizm – 0,1%

## Gospodarka
Około 40% ludności czynnej zawodowo pracuje w rolnictwie, uprawiając ryż, kukurydzę i trzcinę cukrową. Tajlandia eksportuje, głównie do Europy i Ameryki Północnej: ryż, cynę i sprzęt elektrotechniczny. Ważną rolę w gospodarce Tajlandii pełni turystyka. PKB na jednego mieszkańca wynosi około 9638 USD.
Bezrobocie w Tajlandii wynosi około 1%, natomiast wskaźnik nierówności społecznej jest jednym z najwyższych na świecie: 53,6. Średnie dochody w grupie 10% najwięcej zarabiających są ponad 25 razy większe niż średnie dochody w grupie 10% najmniej zarabiających.

### Turystyka
W 2015 roku kraj ten odwiedziło 29,881 mln turystów (20,4% więcej niż w roku poprzednim), generując dla niego przychody na poziomie 44,553 mld dolarów.

## Transport
Ruch w Tajlandii jest lewostronny. Przyjezdnych obowiązuje międzynarodowe prawo jazdy. Stan dróg jest bardzo dobry.

## Siły zbrojne
Tajlandia dysponuje trzema rodzajami sił zbrojnych: siłami lądowymi, marynarką wojenną oraz siłami powietrznymi. Wojska tajlandzkie liczą 306 tys. żołnierzy zawodowych oraz 245 tys. rezerwistów. Według rankingu Global Firepower (2016) tajlandzkie siły zbrojne stanowią 20. siłę militarną na świecie, z rocznym budżetem na cele obronne w wysokości 5,4 mld dolarów (USD).

Flaga naczelnego dowództwa Sił Zbrojnych Tajlandii
Flaga dowódcy Sił Zbrojnych Tajlandii
Flaga tajskich wojsk lądowych
Flaga naczelnego dowódcy wojsk lądowych
Flaga feldmarszałka
Flaga generała
Flaga generała porucznika
Flaga generała majora
Flaga brygadiera
Flaga tajskiej marynarki wojennej
Bandera wojenna tajskiej marynarki wojennej
Proporzec tajskiej marynarki wojennej
Flaga naczelnego dowódcy tajskiej marynarki wojennej
Bandera Admirała Floty
Bandera admirała
Bandera wiceadmirała
Bandera kontradmirała
Bandera komodora
Flaga naczelnego dowódcy tajskich sił powietrznych

## Galeria

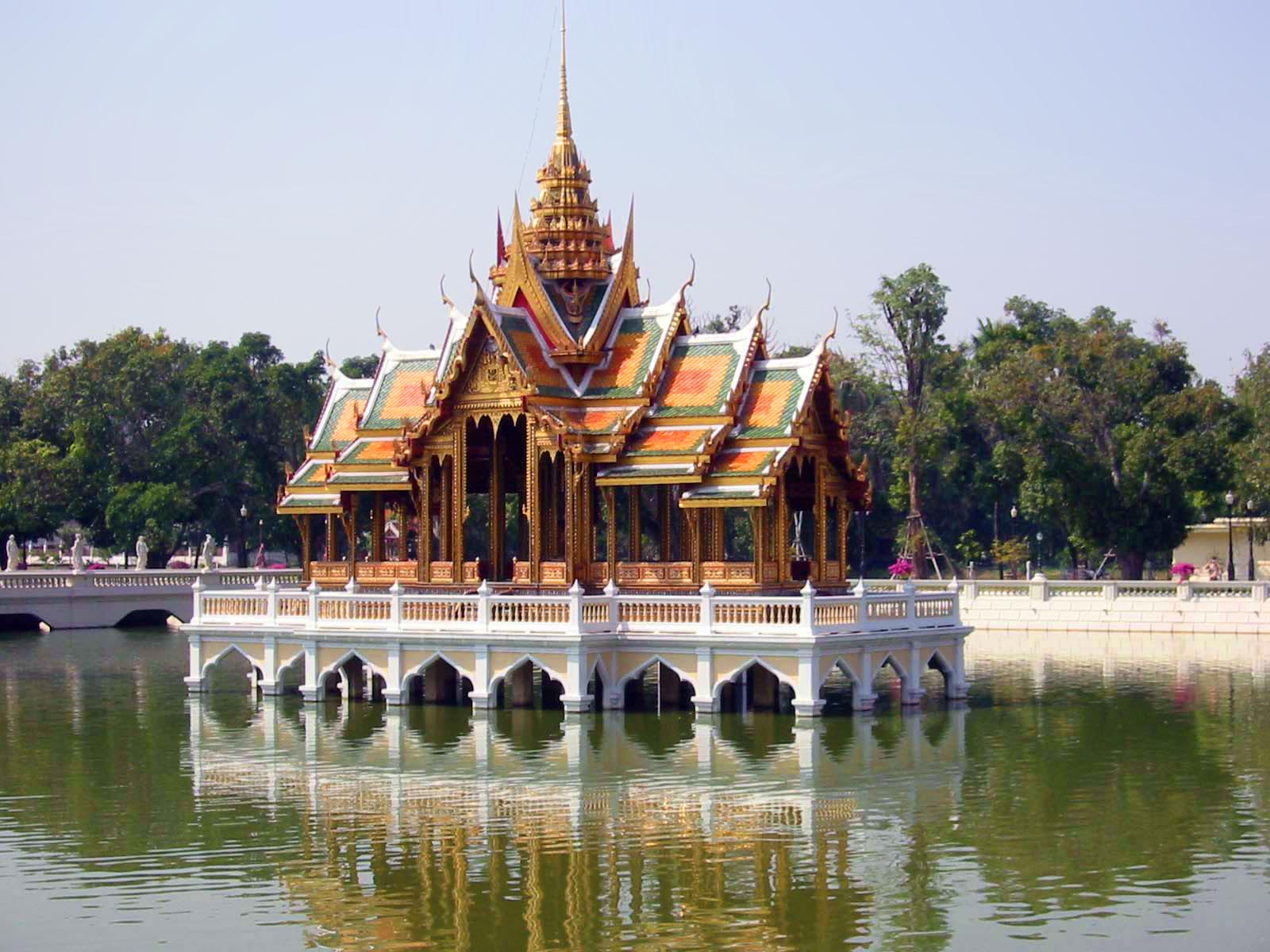
Fragment rezydencji królewskiej w Bang Pa In
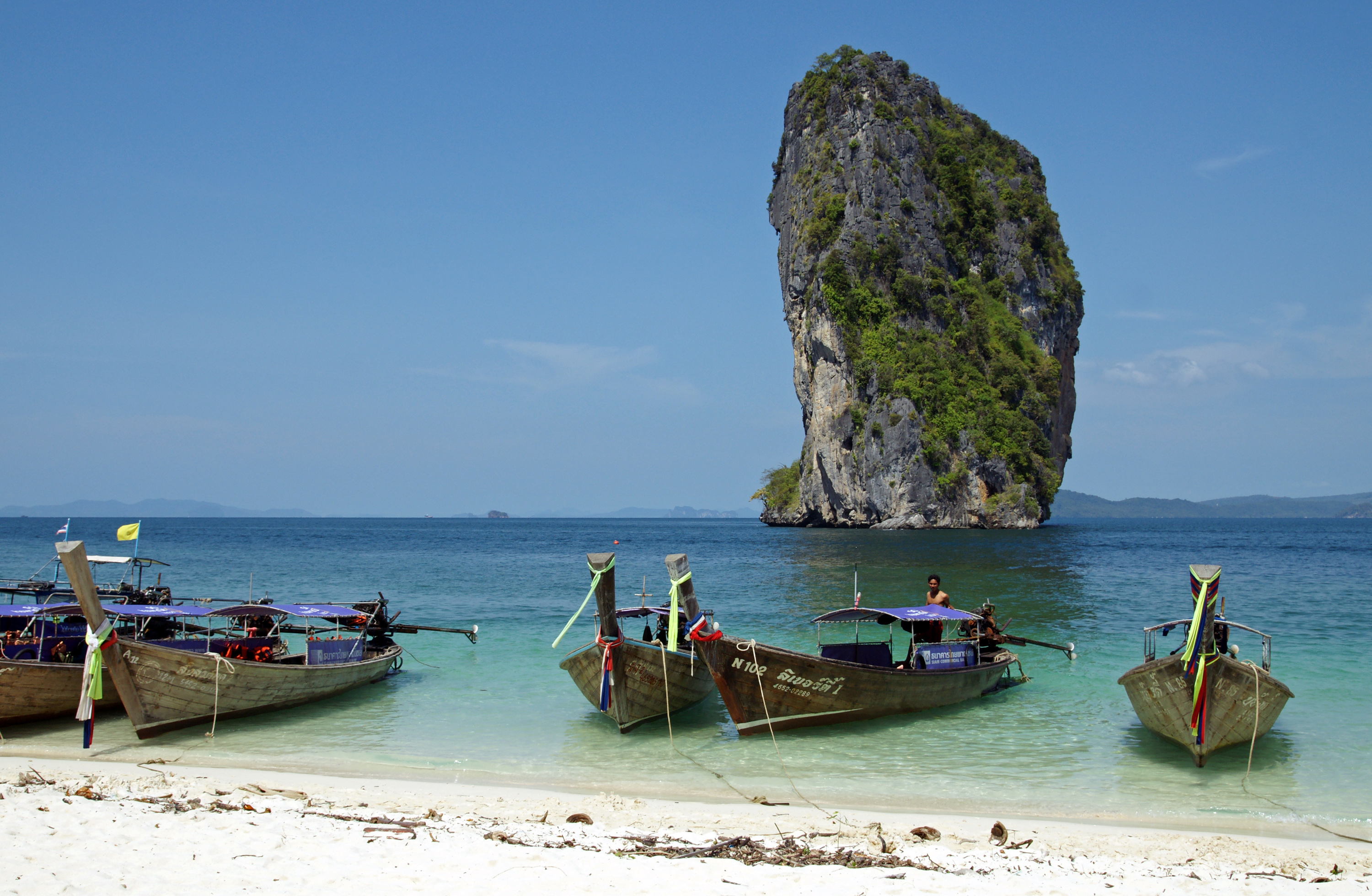
Plaża na Poda Island w południowej Tajlandii nad Morzem Andamańskim
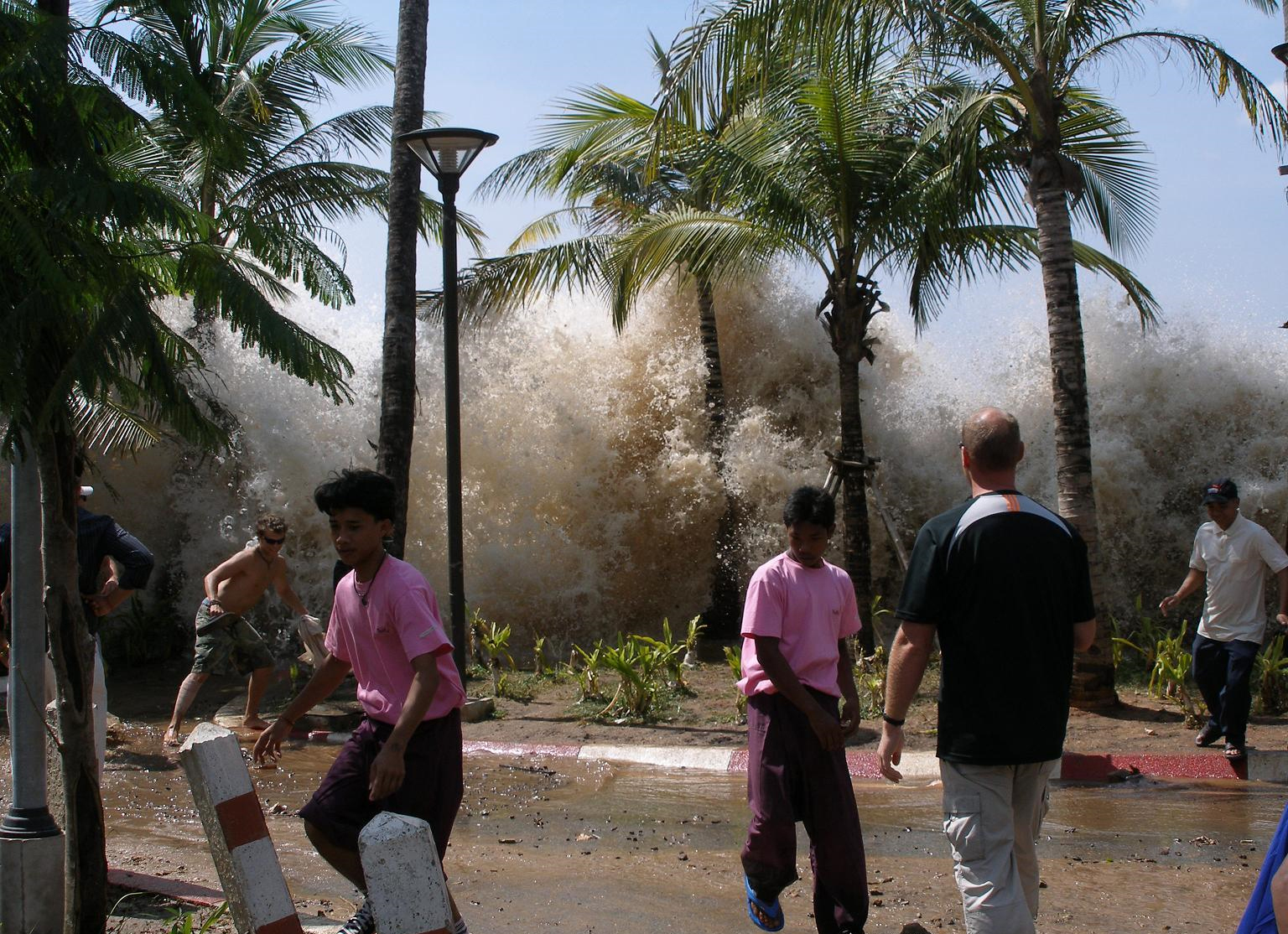
Tsunami w Tajlandii
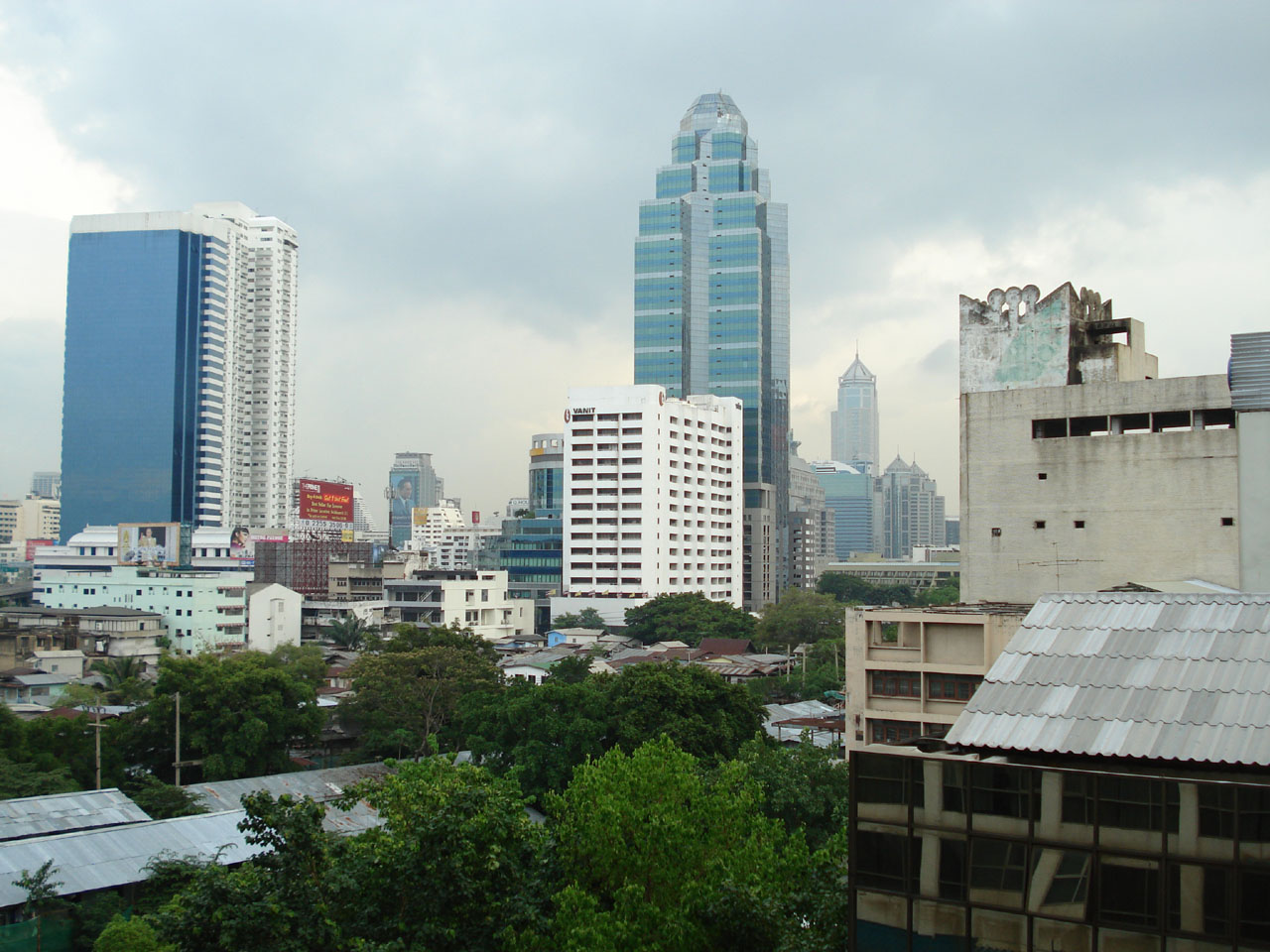
Centrum Bangkoku
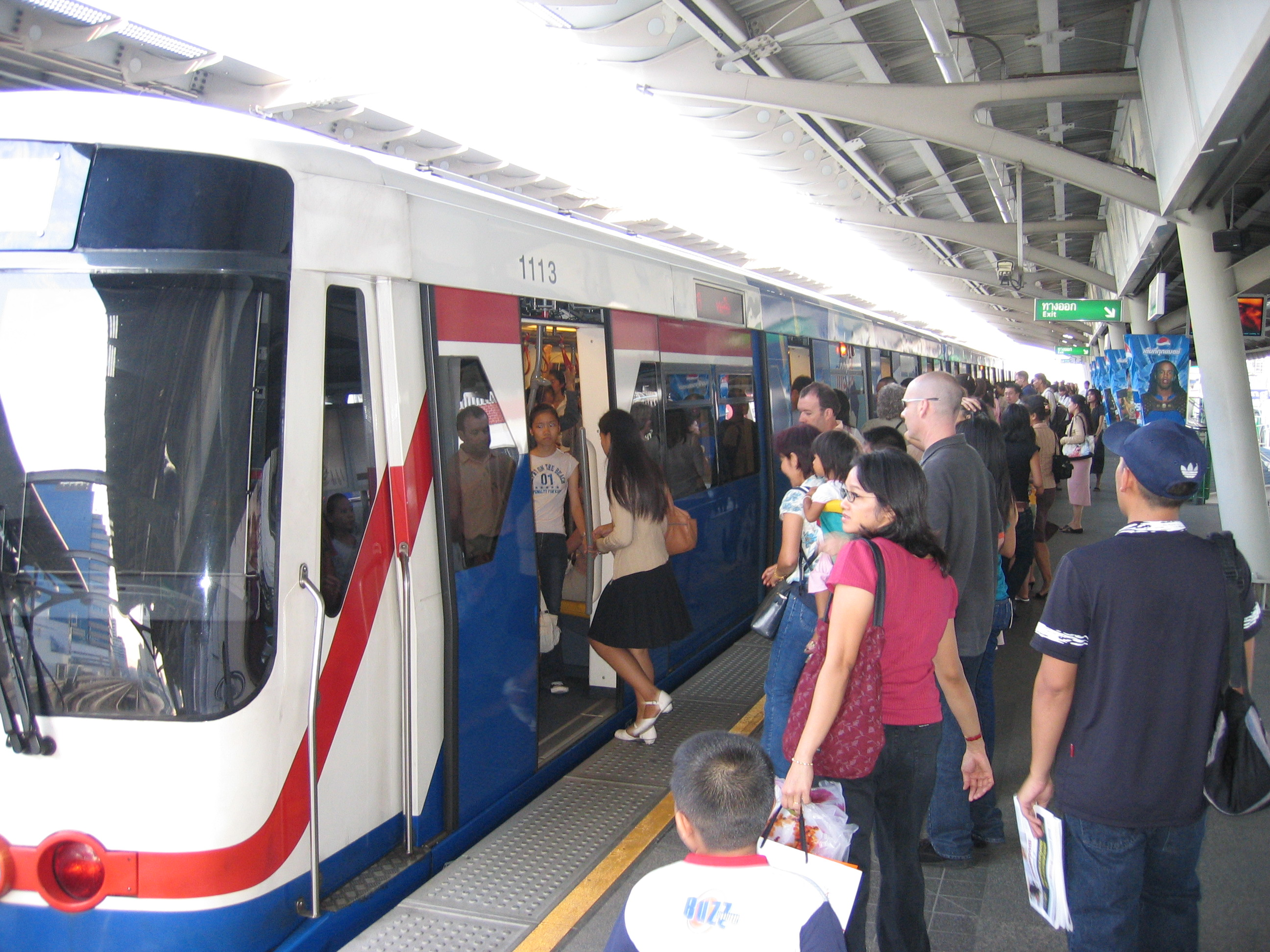
Skytrain w Bangkoku
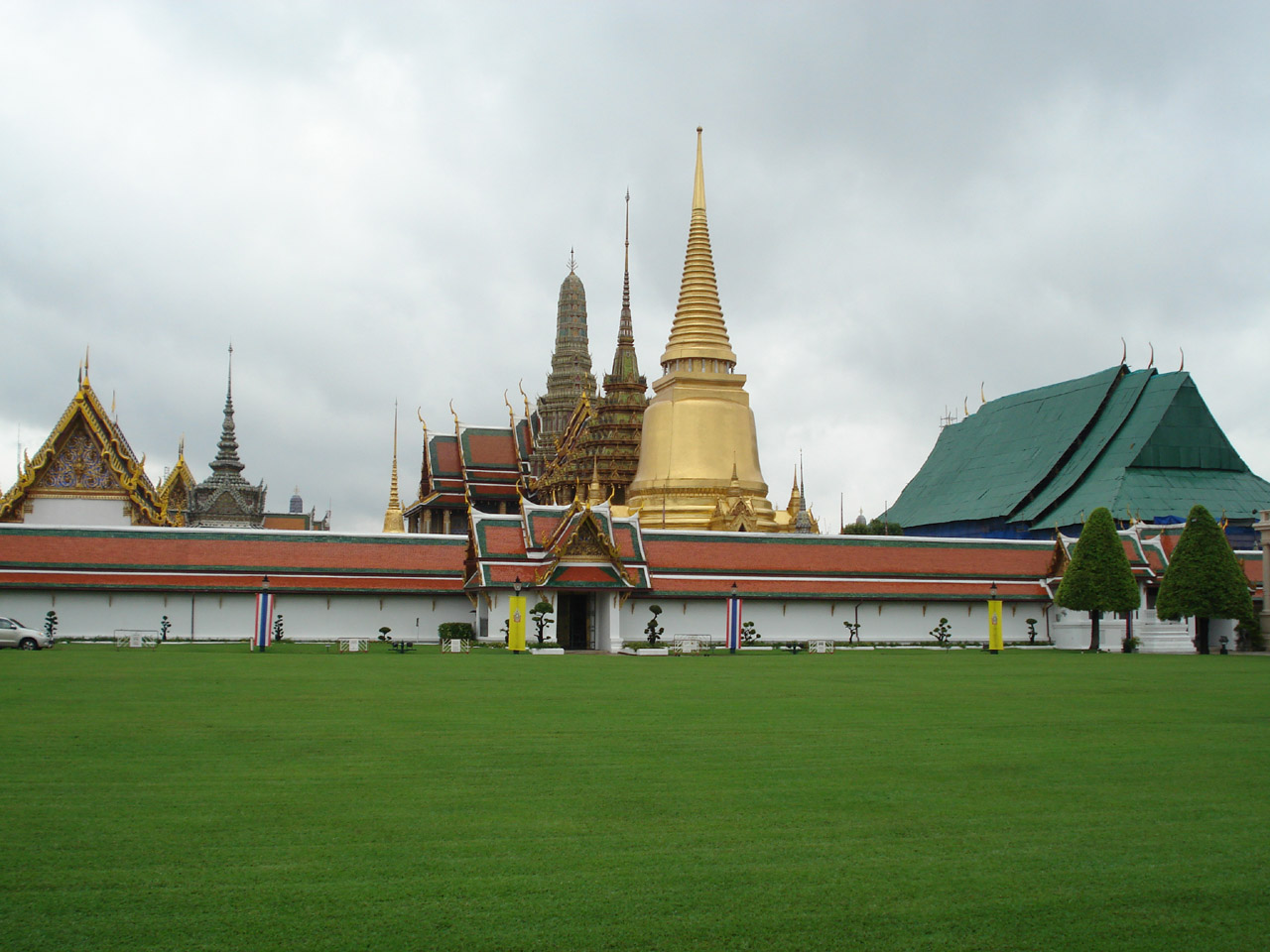
Królewski kompleks pałacowy w Bangkoku
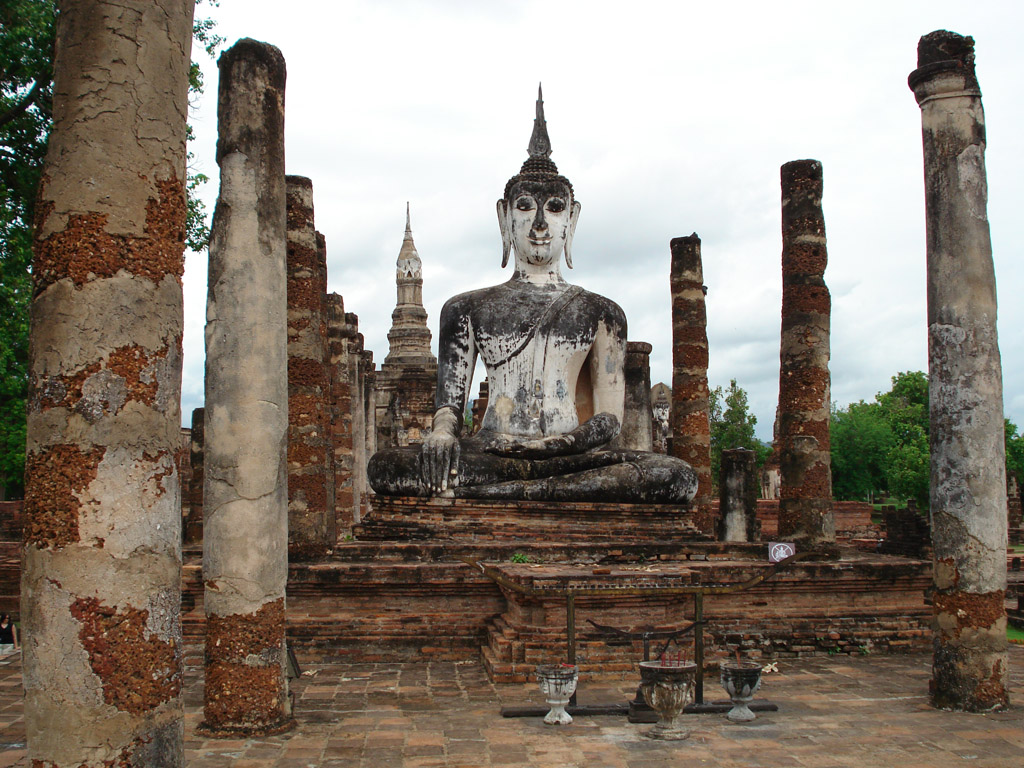
Ruiny XVII-wiecznej świątyni
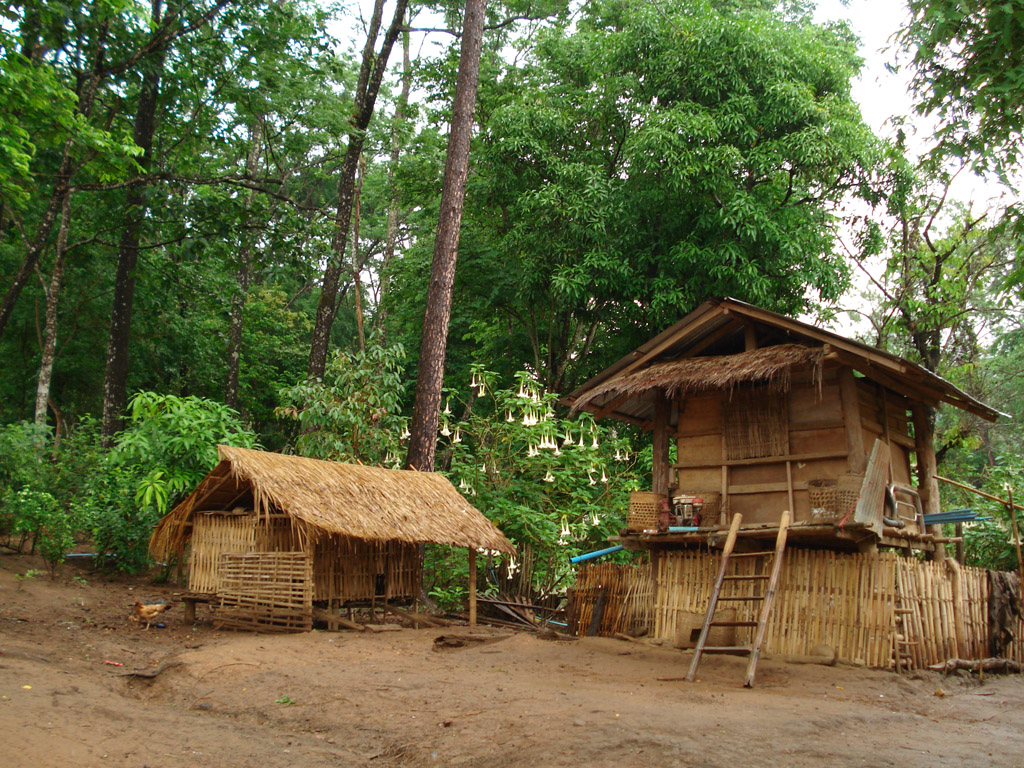
Wioska żyjącego pierwotnie plemienia z północnej Tajlandii
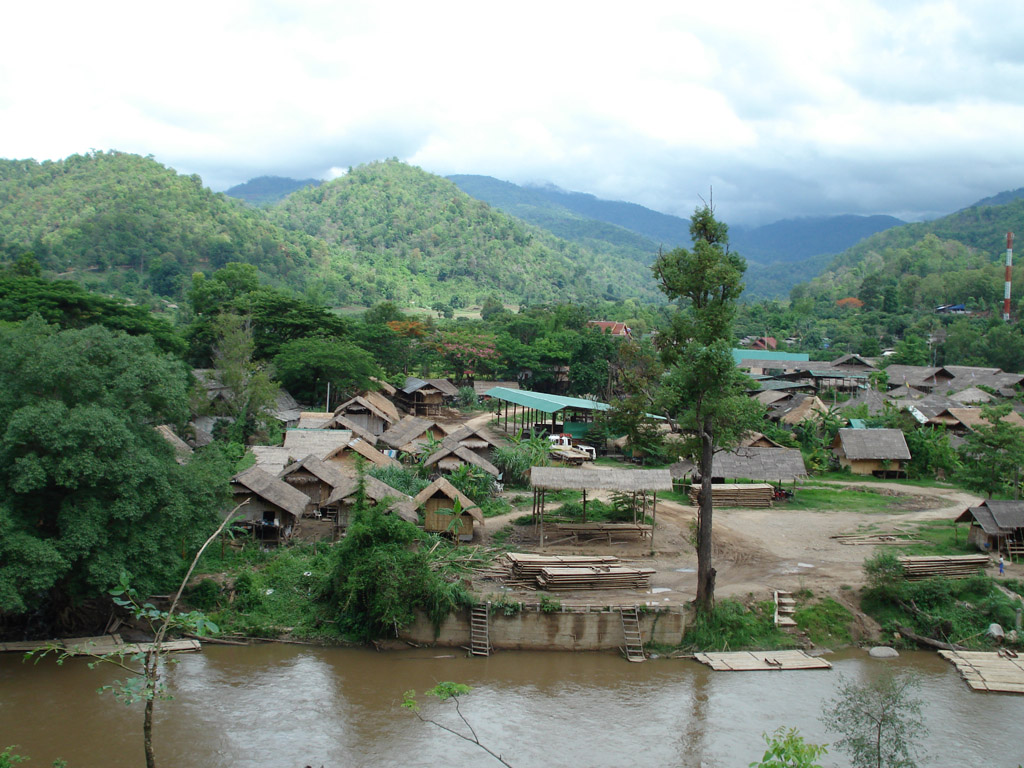
„Szkoła słoni” w północnej Tajlandii
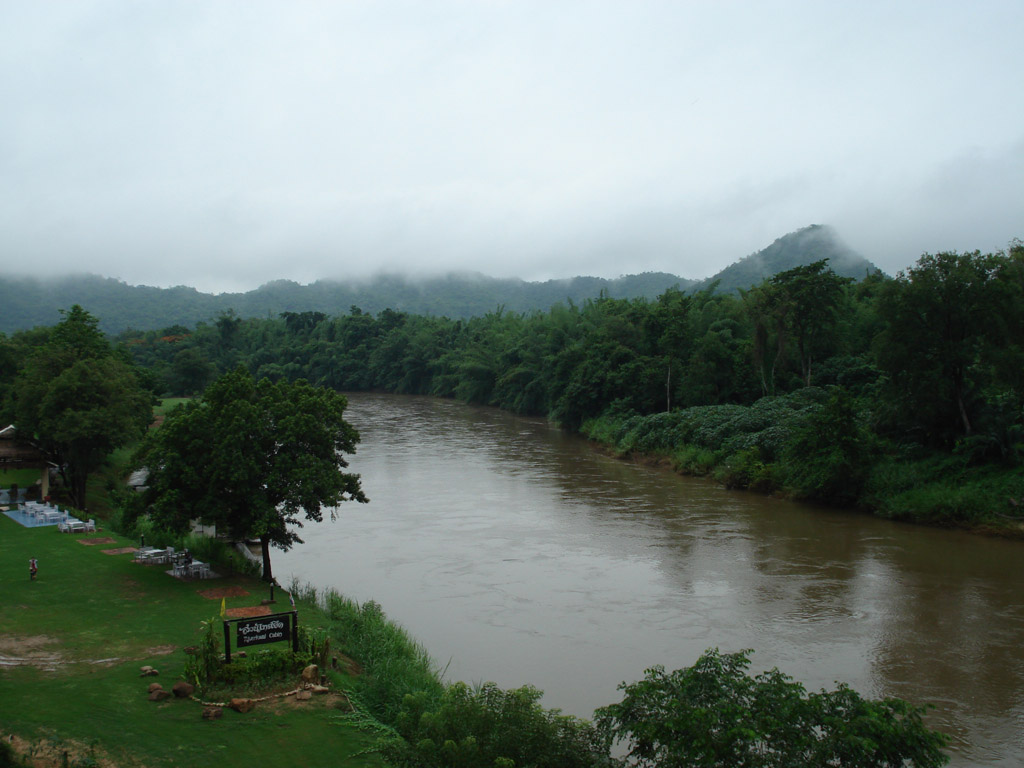
Rzeka Kwai
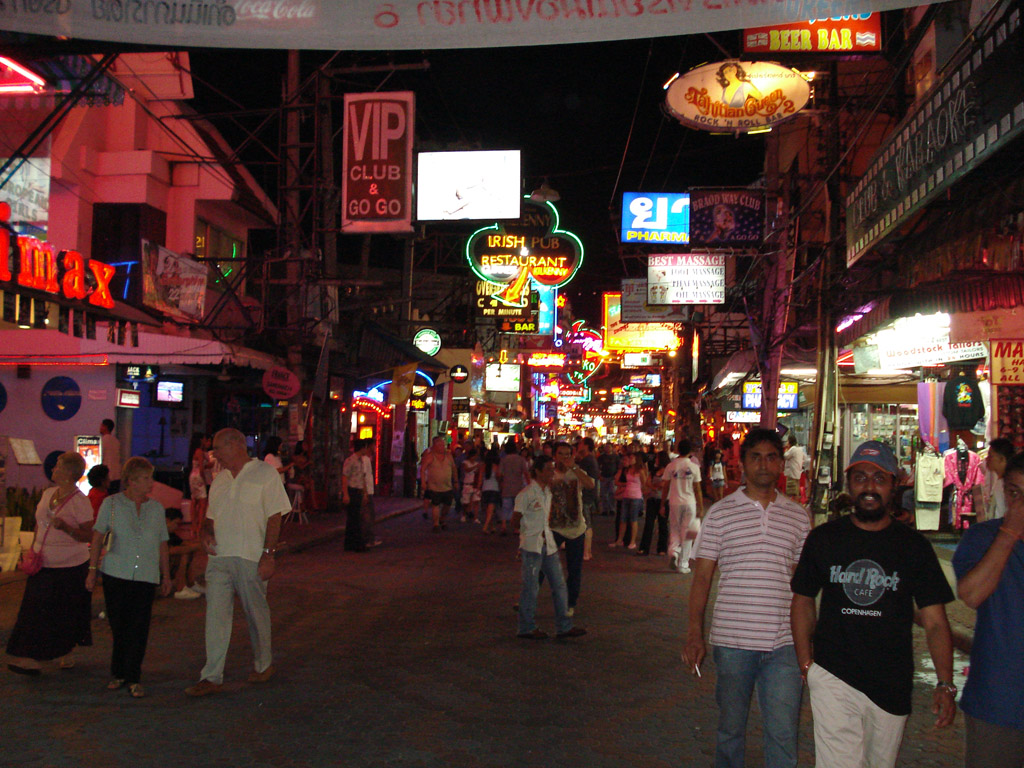
Ulica w Pattayi na południu Tajlandii nocą